# Кооби-Фора

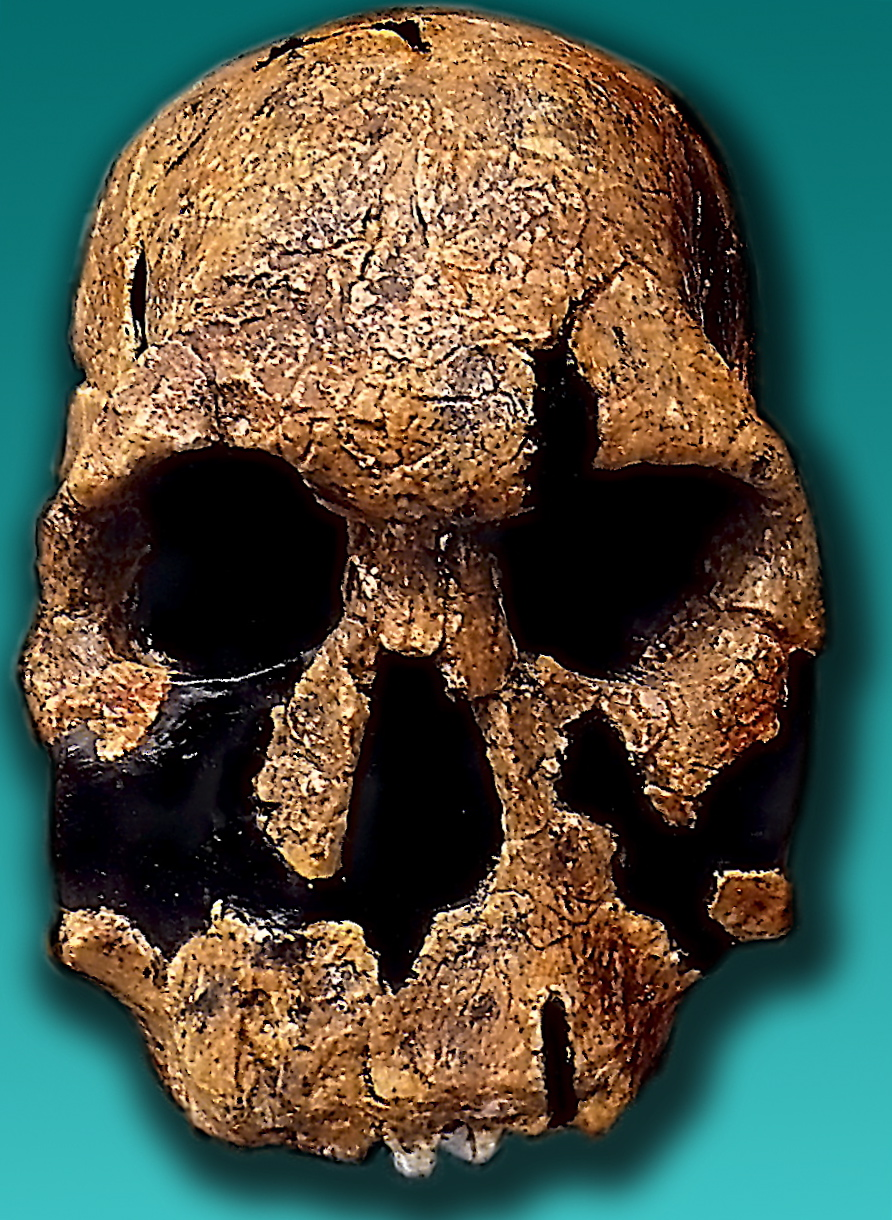
Череп KNM ER 1470 найденный в Кооби Фора (копия)

Кооби-Фора (англ. Koobi Fora) — обширная территория на восточном берегу озера Туркана, на севере Кении, в районе обитания кочевых народов габбра. По данным Национального музея Кении, название происходит из языка Габбра и означает место произрастания коммифоры и источник мирры.
Место обнаружения останков более 160 особей древнейших останков гоминидов, многослойный археологический памятник. Обнаруженная в Кооби-Фора Б. Нгенео (B. Ngeneo) в 1971 году нижняя челюсть KNM ER 992 считается голотипом вида Homo ergaster. Наиболее известная находка — прекрасно сохранившийся «череп 1470», найденный в 1972 году палеоантропологом Ричардом Лики в сопровождении орудий труда. Возраст находок долго вызывал споры, но согласно последним данным установлено, что им от 2 до 1,4 млн лет. Ценность «Черепа 1470» — в свидетельстве существования в Восточной Африке человекообразных с достаточно крупным мозгом на ранней стадии эволюции человека. Большинство антропологов считают, что он принадлежит представителю рода люди (Homo), возможно, человеку умелому (Homo habilis), изготовлявшему около 2 млн лет назад орудия, относящиеся к олдувайской культуре. Также здесь найдены останки Человека прямоходящего (Homo erectus) возрастом 1,6 млн лет, которому присущи более сложные олдувайские орудия, названные «индустрией Карари»; найдены и более поздние орудия ашельской культуры.
Новые находки в Кооби-Фора, сделанные Мив и Луизой Лики (верхняя челюсть KNM-ER 62000 возрастом 1,95—1,91 млн л. н., фрагмент нижней челюсти KNM-ER 62003 возрастом 1,95 млн л. н. и нижняя челюсть KNM-ER 60000 возрастом 1,87—1,78 млн л. н.), очень схожи с KNM-ER 1470, что позволило авторам открытия говорить о существовании здесь 1,95—1,78 млн лет назад ещё одного вида рода Homo, отличного и от человека умелого (Homo habilis), и от человека рудольфского (Homo rudolfensis).
В 1974 году обнаружили один из старейших экземпляров Homo erectus — фрагмент черепа KNM-ER 2598 возрастом 1,855—1,897 млн л. н. Там же обнаружены пять небольших фрагментов, которые, вероятно, произошли из свода черепа гоминина (KNM-ER 77066, KNM-ER 77067, KNM-ER 77068, KNM-ER 77069, KNM-ER 77070), проксимальная 3-я плюсневая кость KNM-ER 77071, частичная подвздошная кость KNM-ER 77072.
KNM ER 1805, возможно, является гибридом раннего Homo и массивного австралопитека.
KNM-ER 736 и KNM-ER 1808 из Кооби-Форы обнаруживают сходство как с раннеплейстоценовыми восточноафриканскими гомининами крупного телосложения, такими как мальчик из Турканы (KNM WT 15000) из Нариокотоме III (Кения), MK3 (IB7594) из Гомборе в районе Мелка-Контуре (Эфиопия), так и с UB 10749 из Убайдии (Израиль). Они отличаются и от мелкотелых представителей вида Homo habilis, и от гоминида из Дманиси D2700/D2735 (Грузия), что, видимо, отражает разные события ранних миграций представителей рода Homo.
На проксимальной части большой берцовой кости KNM-ER 741 гоминина неизвестного вида возрастом ок. 1,45 млн лет, найденной в 1970 году, выявили 9 порезов от каменных орудий и два следа от зубов крупного представителя семейства кошачьих.